# Carrollton (Ohio)
Carrollton ist ein Village im Carroll County, Ohio, Vereinigte Staaten. Die Einwohnerzahl betrug 3241 bei der Volkszählung 2010. Es ist County Seat des Carroll County.
Die Gemeinde ist Teil der Metropolregion Canton–Massillon.

## Geschichte
Carrollton wurde 1815 als Centreville gegründet und 1834 zur eigenständigen Gemeinde. Sie wurde 1834 nach Charles Carroll of Carrollton, einem der Unterzeichner der Amerikanischen Unabhängigkeitserklärung benannt und County Seat des neu geschaffenen Carroll Countys.
Einige Mitglieder der Familie McCook lebten in Carrollton. Diese Familie wurde auch die Fighting McCooks genannt, weil sechs Familienmitglieder im Amerikanischen Bürgerkrieg Generäle der U.S. Army auf Seiten der Nordstaaten waren. Andere fielen im Bürgerkrieg, darunter Daniel McCook, Rechtsanwalt in Carrollton, Vater von neun Söhnen und drei Töchtern. Am 19. Juli 1863, während der Schlacht von Buffington Island wurde er von einer Kugel getroffen und starb zwei Tage später. Die Schlacht war eine entscheidende Niederlage für die Südstaaten unter General John Hunt Morgan, der einen Kriegszug durch ganz Ohio, heute bekannt als  Morgan’s Raid, unternommen hatte.
Das Daniel McCook House in Carrollton, das historische Wohnhaus Daniel McCooks und seiner Familie, ist im National Register of Historic Places verzeichnet. Zu den historischen Sehenswürdigkeiten zählt auch das Gebäude des Bezirksgerichts (County Courthouse), errichtet 1885 von den Architekten J. S. Melbourne und Frank O. Weary. Das Gerichtsgebäude wurde anstatt eines älteren Ziegelbaus aus dem Jahr 1835 aus Sandstein aus dem Gebiet von Berea errichtet. Nur die Glocke des alten Gerichtsgebäudes blieb erhalten und wurde im Turm des Neubaus installiert. Etwas außerhalb der Stadt liegt der Algonquin Mill Complex mit einer alten Dampfmühle, auch als Petersburg Mill bekannt. Die Mühle stammt aus dem Jahr 1826, 1890 wurde sie mit einem Dampfkessel ausgestattet. Zu Museumszwecken ist sie bis heute in Betrieb. Rund um die Mühle ist ein Freilichtmuseum entstanden, das seit 1971 jährlich im Oktober Schauplatz eines dreitägigen Fests, des Annual Algonquin Mill Fall Festivals, ist.

## Religion
In Carrollton befindet sich eine Niederlassung des römisch-katholischen Ordens der Regularkanoniker vom Heiligen Kreuz, einer Gemeinschaft innerhalb des 2010 kirchlich anerkannten Engelwerkes, durch Papst Benedikt XIV. mit dessen Leitung beauftragt.

## Söhne des Ortes
- Edwin Stanton McCook (1837–1873), Offizier und Politiker
- William Crozier (1855–1942), General